# Endicott Mountains
Die Endicott Mountains sind ein Gebirgszug der Brookskette im Interior von Alaska. Sie erstrecken sich über eine Fläche von etwa 50.000 km² vom Noatak River, Kaluluktok Creek und Walker Lake im Westen bis zum Atigun River, dem Dietrich River und dem Middle Fork Koyukuk River im Osten.
Im Südwesten der Endicott Mountains liegen die Arrigetch Peaks, eine Gruppe von Granitgipfeln im Quellgebiet des Kobuk River mit einer Höhe von bis zu 2192 m, die 1968 als National Natural Landmark ausgewiesen wurden.
Die höchste Erhebung ist der Thibodeaux Mountain mit 2298 m. Die Endicott Mountains beinhalten einige untergeordnete Gebirgszüge wie die Akoliakruich Hills, Alatna Hills, Angayucham Mountains, Becks Hills, Helpmejack Hills, Jack White Range, Ninemile Hills und die Schwatka Mountains.
Neben dem Kobuk River haben mit dem Alatna River, John River, dem North Fork Koyukuk River und dessen Nebenfluss Tinayguk River vier weitere Wild and Scenic Rivers ihre Quellgebiete in den Endicott Mountains.
Der Gebirgszugs liegt im Gates-of-the-Arctic-Nationalpark, im Osten grenzt das Arctic National Wildlife Refuge an. Der Dalton Highway von Fairbanks nach Prudhoe Bay, die einzige Straße, die die Brookskette überquert, verläuft zwischen Endicott Mountains und Philip Smith Mountains.
Benannt wurde der Gebirgszug 1885 von Henry Tureman Allen nach William Crowninshield Endicott, Kriegsminister unter Präsident Grover Cleveland.